# Good Times, Bad Times
”Good Times, Bad Times” er en sang som blev skrevet til The Rolling Stones andet amerikanske album fra 1964 12 X 5.
Sangen blev skrevet af sangskrivningsparret Mick Jagger og Keith Richards i 1963 – 1964, der begyndte at få mere rutine i at skrive sange sammen. 
Musikerne der indspillede sang var følgende. Jagger sang, mens Richards spillede akustiske guitar. Mundharmonikaen blev spillet af Brian Jones. Bill Wyman og Charlie Watts spillede henholdsvis sangens bass og trommer .
Nummeret “Good Times, Bad Times” var b-side til It's All Over Now, og singlen blev udgivet i England den 26. juni, 1964, hvor den fik en 1. plads på de engelske chart. Den blev i USA udgivet en dag tidligere, den 25. juni, 1964, hvor den fik en 26. plads på den amerikanske chart. 

### Fodnote
1. ↑  Good Times, Bad Times